# Payo Enríquez de Rivera
Payo Enríquez de Rivera, OESA (também Payo Afán Enríquez de Ribera Manrique de Lara), (1622 – 8 de abril de 1684) foi um agostiniano espanhol que serviu como bispo da Guatemala, Arcebispo do México e Vice-rei da Nova Espanha.

## Biografia
Enríquez de Rivera nasceu em Sevilha, filho de Fernando Afán de Ribera, duque de Alcalá, e Leonor Manrique de Lara. Entrou para a Ordem de Santo Agostinho em Madrid, fazendo sua profissão em 9 de novembro de 1628. Estudou na Universidade de Osuna, Teologia na Universidade de Salamanca e formou-se como bacharel, licenciado e doutor na Universidade de Sigüenza. Em 1636 fez parte da comunidade do Real Mosteiro de Santo Agostinho de Burgos como leitor de Artes, e foi posteriormente transferido para o Colégio de São Gabriel de Valladolid. Em 1645 foi designado para o Convento de Santo Agostinho de Alcalá de Henares, onde foi leitor de Artes e Teologia e regente de estudos. Durante esse período obteve o grau de mestre em Teologia Sagrada. Em 1650 foi nomeado prior do Convento de Santo Agostinho de Valladolid. No capítulo provincial de 1654 foi eleito definidor provincial e em 1657 reitor do Colégio de Maria de Aragão em Madrid. Foi também qualificador do Santo Ofício.
Em 9 de julho de 1657, Enríquez de Rivera foi nomeado Bispo de Santiago da Guatemala pelo Papa Alexandre VII. Recebeu a ordenação episcopal em setembro de 1658, através de Dom Alonso de Briceño, OFM Obs., na Catedral de León, Nicarágua.
Tomou posse da diocese em 23 de fevereiro de 1659. Durante seu episcopado, visitou exaustivamente a diocese, fundou o Hospital de San Pedro para o cuidado dos eclesiásticos, protegeu os betlemitas, a primeira congregação religiosa fundada na América, e foi um determinado defensor dos indígenas. Ele é o responsável pela introdução da imprensa na Guatemala com a publicação de sua obra Explicatio apologetica.
Em 16 de janeiro de 1668, Dom Payo Enríquez de Rivera foi transferido pelo Papa Clemente IX para a Diocese de Michoacán, mas antes de ser instalado foi nomeado para assumir outra posição, em 17 de setembro, como Arcebispo do México, após a morte do arcebispo Marcos Ramírez de Prado. Foi instalado em 27 de junho de 1670.
Nos primeiros anos de governo, esteve em confronto com o vice-rei Marquês de Mancera. O arcebispo preocupou-se com a reforma dos costumes do clero secular e também das ordens religiosas, trazendo para sua arquidiocese os irmãos betlemitas, múltiplas aberturas de templos. As beatificações de Santa Rosa de Lima e de São Fernando também foram relevantes para a religiosidade mexicana. Com o falecimento repentino do 26º vice-rei, Pedro Nuño Colón de Portugal, duque de Veragua, por instruções secretas recebidas de Madrid, coube ao arcebispo Frei Payo Enríquez de Ribera se tornar o 27º vice-rei da Nova Espanha, de dezembro de 1673 até novembro de 1680.
O arcebispo-vice-rei interveviu no condicionamento das defesas costeiras e na melhoria do sistema de drenagem do Vale do México; reforçou as fortificações caribenhas em Veracruz; monitorou o pagamento da guarnição de Campeche, enquanto os ingleses eram expulsos de Coatzacoalcos e da lagoa Terminos; acompanhou os gastos das obras de drenagem de Huehuetoca; construiu uma estrada empedrada em direção à Villa de Guadalupe, já núcleo de um importante culto à Virgem; vinte e cinco pontes de cal e pedra sobre os canais que atravessavam a capital; renovou o palácio dos vice-reis e da Casa da Moeda, preocupando-se em apoiar financeiramente a reconstrução do templo de Santo Agostinho; promoção de novas minas e melhorias no trabalho de outras importantes que estavam em plena produção de prata e mercúrio, além de promover fazendas de pérolas nas costas do Pacífico Norte mexicano; cancelamento de repartimentos e outras medidas de proteção aos indígenas; ordenou várias entradas e a fundação da vila de Paso del Norte.
Já em 1678, Frei Payo solicitou que fosse destituído da dupla liderança eclesiástica e civil, do Papa e de Carlos II, mas só o conseguiria em 7 de novembro de 1680, embora ainda continuassem longas negociações com a Coroa. Em 18 de junho de 1681, renunciou ao arcebispado e abandonou a sede mexicana em 30 de junho de 1681, após deixar seu escasso capital para uma escola para crianças órfãs, acompanhado pelo novo vice-rei Tomás Antonio de la Cerda y Aragón e sua esposa María Luisa Manríque de Lara - precisamente sobrinha do arcebispo -, pela Real Audiencia e outras autoridades, para irem a Veracruz, embarcando ali no final daquele ano. Desembarcou em Cádis em 5 de novembro de 1681.
Embora tenha sido proposto para o bispado de Cuenca e para a presidência do Conselho das Índias, preferiu retirar-se para o convento agostiniano descalço de Nuestra Señora del Risco, no bispado de Ávila, com uma côngrua de 4.000 ducados de prata cobrados anualmente aos cofres reais da Nova Espanha, concedidos pelo Monarca. Faleceu nesse convento em 1684.

Enquanto Arcebispo do México, foi o principal consagrador de: Arcebispo Juan de Ortega Cano Montañez y Patiño (1675); Bispo Manuel Fernández de Santa Cruz y Sahagún (1675); Bispo Diego de Aguilar, OP (1677); e Bispo Juan Durán, O. de M. (1681).